# Château de Cheyrac
Le château de Cheyrac est un édifice situé à Polignac, en France.

## Localisation
Le château est situé sur le territoire de la commune de Polignac, au lieu-dit Cheyrac, dans le département  de la Haute-Loire, en région Auvergne-Rhône-Alpes.

## Description
Le volume et les lignes générales du château sont, à l'extérieur, des plus simples. Le jardin qui l'entoure possède encore ses vieux murs qui le cantonnent sur un plan rectangulaire, ainsi que le vieux escalier qui le traverse sur son axe principal. L'édifice est bâti sur le plan classique des demeures de cette époque, un escalier central rampe sur rampe donnant accès à des pièces placées de part et d'autre. Des peintures en camaïeu l'ornent. Tous les intérieurs ont dû être peints et décorés. Il en reste d'importants vestiges. L'ancienne chapelle conserve des voûtes ornées de peintures plus récentes (XVIIIe siècle) représentant dans chaque tympan des prélats et des personnages bibliques. Sur ses murs, des vestiges de scènes de l'Evangile sont encore bien conservés. Particulièrement curieux est le décor de la salle-à-manger, représentant naïvement un faux lambris.

## Historique
Remarquable exemple d'habitation du XVIe siècle, l'édifice fut probablement la demeure de l'intendant de Polignac dont l'importante forteresse s'aperçoit à quelques kilomètres.
Le château est classé au titre des monuments historiques par arrêté du 15 avril 1958.